# Нейропсихиатрические биомаркеры
Нейропсихиатрический биомаркер — это валидный стандартизованный высокоспецифичный биологический признак, указывающий на наличие того или иного нейропсихиатрического заболевания (шизофрения, биполярное аффективное расстройство, депрессия, эпилепсия, болезнь Альцгеймера и другие расстройства, связанные с нарушением функции нервной системы).
В настоящее время выделяют генетические, анатомо-морфологические, нейроанатомические, нейрофизиологические, нейропсихологические биомаркеры, иммунологические и метаболические аномалии, аномалии сенсорной фильтрации, вызванных ЭЭГ-потенциалов и электродермальной активности.